# Heinrich Christian Boie
Heinrich Christian Boie (19 de julho de 1744 – 3 de março de 1806) foi um poeta e editor alemão.

## Vida
Boie era filho do pregador Meldorfer e mais tarde reitor de Flensburg Johann Friedrich Boie. Ele estudou direito na Universidade de Jena de 1764 a 1767 e de 1769 em Göttingen. Lá ele fundou a coleção literária de Göttingen Musenalmanach junto com Friedrich Wilhelm Gotter, do qual ele foi o único editor desde 1770; Em 1774, ele renunciou à redação. Boie conseguiu abrir cada vez mais o almanaque à literatura moderna de seu tempo. Em particular, o almanaque do ano de 1774 tornou-se o fórum da nova geração de escritores. Os autores incluem Goethe, Hölty e Bürger. No decorrer disso, o musenalmanac se tornou uma forma popular de publicação no mundo de língua alemã. A coleção de Boie é a pedra angular da cultura do almanaque alemão, que durou até o início do Romantismo. Em 1776, Boie foi para Hanover como secretário da equipe. A partir de 1781 ocupou o cargo de governador em Süder-Dithmarschen. Desde então, ele voltou a morar em Meldorf, onde fez amizade com o pesquisador árabe Carsten Niebuhr.
Em 12 de setembro de 1772, Johann Heinrich Voss, Johann Martin Miller, seu primo GD Miller, Ludwig Christoph Heinrich Hölty, Johann Friedrich Hahn e Johann Thomas Ludwig Wehrs fundaram o chamado Göttinger Hainbund. Boie reuniu esses poetas e jovens ao seu redor como mentor. Seu almanaque, que apareceu anualmente, tornou-se o porta-voz do Hainbund.
De 1776 a 1788 Boie foi o editor do Deutsches Museum, inicialmente junto com Christian Wilhelm von Dohm e mais tarde sozinho, e de 1789 a 1791 a continuação desta série, o Neues Deutsches Museum. O variado e extenso mensal publicou, entre outras coisas, tratados literários, filosóficos e políticos. Herder, Goethe e Klopstock estavam entre os contribuintes. O "Deutsches Museum" tornou-se um órgão importante na história da indústria de revistas alemã. Boie traduziu as viagens de Richard Chandler na Ásia Menor e na Grécia do inglês.
A irmã de Boie, Ernestine, casou-se com o poeta e fundador da Hainbund Johann Heinrich Voss em 1777, que ela conhecera em anos anteriores por meio dos contatos de seu irmão.
O próprio Boie casou-se com Luise Mejer em junho de 1785, com quem teve uma longa amizade (cartas), mas que morreu apenas um ano depois com o nascimento do primeiro filho. Sua segunda esposa foi Sarah von Hugo em 1788, com quem teve vários filhos (incluindo gêmeos). O filho Heinrich Boie morreu em Java de uma doença tropical, o irmão mais velho Friedrich tornou-se advogado e ornitólogo.
Boie viveu em Göttingen de 1769-1776 em Barfüßerstraße 16; está na casa hoje uma placa memorial.

## Literatura
- Karl Weinhold: Heinrich Christian Boie. Beitrag zur Geschichte der deutschen Literatur im achtzehnten Jahrhundert. Verlag der Buchhandlung des Waisenhauses, Halle 1868. MDZ Reader
- Karl Weinhold (1876). "Boie, Heinrich Christian". In Allgemeine Deutsche Biographie (ADB) (em alemão). 3. Leipzig: Duncker & Humblot. p. 85–85.
- Adalbert Elschenbroich, ed. (1955). «Boie, Heinrich Christian». Neue Deutsche Biographie (NDB) (em alemão). 2. 1955. Berlim: Duncker & Humblot. pp. 423 et seq..
- Vossische Hausidylle. Briefe von Ernestine Voß an Heinrich Christian und Sara Boie (1794 – 1820). Hrsg. von Ludwig Bäte. Schünemann, Bremen 1925.
- Ilse Schreiber (Hrsg.): „Ich war wohl klug, daß ich dich fand“. Heinrich Christian Boies Briefwechsel mit Luise Mejer 1777–85. Nachdruck der 2., durchgesehenen und erweiterten Auflage 1963. Beck, München 1975, ISBN 3-406-05403-X. Siehe auch: Auflage 1963 im Biederstein Verlag, München 1963 (http://books.google.com.br/books?id=62vWAAAAMAAJ&pg=PA1&f=false).
- Walter Richter: Der Esperance- und ZN-Orden. In: Einst und Jetzt. Jahrbuch 1974 des Vereins für corpsstudentische Geschichtsforschung, S. 30–54.
- Heinrich Christian Boie. Literat und Landvogt, 1744–1806. Hrsg. im Auftrage des Vereins für Dithmarscher Landeskunde von Wolf D. Könenkamp. Boyens, Heide 1995.
- Urs Schmidt-Tollgreve: Heinrich Christian Boie. Leben und Werk. Husum Verlag, Husum 2004, ISBN 978-3-89876-143-7.
- „… ewig in diesem Himmel die Hölle leiden.“ Anton Matthias Sprickmann – Heinrich Christian Boie. Briefwechsel 1775–1782 (= Veröffentlichungen der Literaturkommission für Westfalen. Band 30). Herausgegeben und kommentiert von Jochen Grywatsch. Aisthesis, Bielefeld 2008, ISBN 978-3-89528-691-9.
- Dieter Lohmeier, Urs Schmidt-Tollgreve, Frank Trende (Hrsg.): Heinrich Christian Boie – Literarischer Mittler in der Goethezeit. Heide 2008.
- Regina Nörtemann, Johanna Egger (Hrsg.): Heinrich Christian Boie, Luise Justine Mejer. Briefwechsel 1776–1786. Wallstein, Göttingen 2016, ISBN 978-3-8353-1803-8.